# Радиовещательная спутниковая служба
Радиовещательная спутниковая служба (broadcasting satellite service) - спутниковая служба, в которой сигналы, передаваемые или ретранслируемые космическими станциями, предназначены для непосредственного приема населением. При этом непосредственным считается как индивидуальный, так и коллективный прием, при котором программы вещания доставляются абонентам с помощью той или иной наземной системы распределения. 